# Dux (visigodo)
El dux (en plural, duces) o dux provinciae era un alto cargo provincial del reino visigodo. Generalmente se acepta que el dux ostentaba tanto el mando militar como el civil en la provincia, por lo que también podía recibir el título de dux exercitus provinciae o dux exercitus. Sin embargo, algunos historiadores sostienen que, en realidad, el dux provinciae y el dux exercitus (provinciae) eran dos cargos diferentes, y, aunque pudieran recaer en una misma persona, el primero se ocuparía del gobierno civil y el segundo del militar. El dux era también el magistrado supremo de su provincia, por lo que también se podían referir a él como iudex provinciae.
Además de los términos latinos, es frecuente que en la historiografía se utilice para designar a este cargo la palabra duque, cuyo origen es precisamente el latín dux.

## Origen y evolución del cargo
Con la desaparición del poder de Roma, los reyes visigodos aprovecharon los conocimientos de los funcionarios romanos de sus territorios para organizar su propia administración. Por ello, esta se basó en el modelo existente, adaptando las divisiones administrativas y los distintos cargos militares y civiles romanos a la nueva realidad de la Galia e Hispania. Este proceso de organización de la administración comenzó durante el reinado de Eurico (466-484), como demuestra la complejidad que en este período alcanzó la corte visigoda en relación con la de Teodorico II, su inmediato predecesor.
Generalmente se acepta que ya en esta época el dux provinciae ostentaba el mando militar y civil en la provincia, aunque algunos historiadores sostienen que esto no ocurrió hasta las reformas emprendidas por Chindasvinto (642-653) y Recesvinto (653-672) y que, hasta entonces, los duces tan solo tenían funciones militares. Según estos estudios, el gobierno civil de las provincias recayó inicialmente en el rector o iudex provinciae, cargo típicamente bajoimperial, y, solo con el paso del tiempo, acabaría en manos del dux. En cualquier caso, no puede asegurarse que en los primeros años del reino visigodo existiera una clara distinción entre los cargos militares y los civiles.
Ni en el Código de Eurico (c. 470-480) ni en el Breviario de Alarico (506) se menciona el cargo de dux provinciae, aunque sí aparece en crónicas redactadas en aquella época. El Breviario tampoco menciona al comes civitatis (un cargo con funciones similares a las del dux en las ciudades que sí aparece en el Código de Eurico), pero sí hace referencia al rector o iudex provinciae y a otros cargos romanos como el curator o el defensor.
Aunque haya discrepancias sobre la época en la que aparecieron los duces y en la que acumularon todos los cargos provinciales, es unánime que llegaron a alcanzar grandes cotas de poder. De hecho, varios monarcas ocupaban este cargo antes de su ascenso al trono, y gran parte de las rebeliones contra el soberano eran encabezadas por un dux. Por ello, era habitual que cuando el rey pretendía asegurar la sucesión en la persona de su hijo, le nombrara dux provinciae como primer paso para asociarle al trono. El poder que llegaron a acumular los duces ha sido interpretado como una de las causas del proceso de fragmentación y ruptura del reino visigodo.
En el s. VII apareció el término ducatus («ducado») como otra forma de designar a la provincia, el territorio gobernado por el dux.

## Funciones
Tan solo se tienen algunos datos sobre las funciones concretas que desempeñaba el dux como máxima autoridad civil, militar, judicial y fiscal en las provincias.
La ley militar de Wamba (673) reconocía a los duces como máximas autoridades militares provinciales, quedando los comites como sus subordinados en las ciudades. Además, en ocasiones recibían el encargo de ponerse al frente del ejército en sustitución del rey, el máximo jefe militar.
Por las leyes promulgadas por Chindasvinto (642-653) y Ervigio (680-687), recogidas en el libro segundo del Liber Iudiciorum, se conoce la posición que ocupaban los duces en el sistema judicial visigodo. El rey era el magistrado supremo y, por debajo de él, se encontraban los obispos y los duces (en calidad de iudices, con jurisdicción sobre provincias), a continuación los comites (como iudices, con jurisdicción sobre las ciudades) y, finalmente, los jueces inferiores. Las decisiones de un juez inferior podían ser recurridas ante un juez superior, el comes civitatis o el dux, y de estos pasaba al obispo. En caso de que el obispo y el juez superior estuvieran de acuerdo, tan solo quedaba recurrir ante el rey. En caso contrario, el obispo debía elevar sus conclusiones y las del juez superior al rey, quien decidía en última instancia. La presencia de los obispos en el sistema judicial es interpretada como una forma con la que los reyes pretendían controlar la corrupción y los posibles abusos en la impartición de justicia. Que esta tarea recayera en los obispos, puede explicarse teniendo en cuenta que el ideal hispanovisigodo del obispo cristiano era el de una persona sabia y santa y de la que, por tanto, se esperaba una actuación neutral e imparcial.
El edicto De tributis relaxatis (683) estableció que los duces se ocuparan de la recaudación de impuestos en sus provincias.